# Томаси Килимоетоке II
Томаси Килимоетоке II (26 июля 1918 — 7 мая 2007) — 50-й Лавелуа, король Увеа, одного из трёх традиционных королевств заморской общины Франции Уоллис и Футуна. Правил почти пять десятилетий.

## Биография и правление
Родился в деревне Ха’афуазия в районе Хахаке на острове Увеа . Был избран королём 12 марта 1959, после 6 месяцев правления Совета Министров. Поддерживал близкие отношения с Францией, понимая экономическую зависимость Увеа от субсидий. После национального референдума, подписал соглашение об интеграции Уоллис и Футуна во Французскую Республику в виде заморской территории (фр. Territoire d'Outre-Mer) в 1961 году . В 1967 году стал кавалером Ордена Почетного Легиона.
Имел шестерых детей.

## Критика
В 2002 году король вызвал возмущение многих из своих соотечественников и Франции, закрыв единственную газету островов. Причиной этому послужила передовица, в которой короля критиковали за то, что он дал убежище другу семьи, которую приговорили к тюремному заключению за расхищение государственных средств.
В 2005 году король мог потерять свой трон после инцидента со своим внуком Томаси Туугахала. Внук короля был приговорен к 18 месяцем лишения свободы за непредумышленное убийство (управляя машиной в нетрезвом виде, в канун Нового года сбил пешехода). Король скрывал его во дворце в течение 4 месяцев прежде, чем передать его жандармам. При этом он настаивал на отмене французского уголовного права на Увеа и замене его обычным правом. Реформисты хотели свергнуть Томаси Килимоетоке II и короновать Сосефо Маутамакиа. Начались беспорядки, коронация не состоялась. Королю удалось сохранить свой трон и получить признание Франции.
В пожилом возрасте, из-за слабого здоровья, он уже не мог исполнять церемониальные обязанности, и это за него делала его дочь Этуа. Он умер в Мата-Уту  7 мая 2007 в возрасте 88 лет.